# Karschiidae
Karschiidae vormen een familie van spinachtigen die behoren tot de orde rolspinnen (Solifugae).

## Naam en indeling
De wetenschappelijke naam van de groep werd voor het eerst voorgesteld door Karl Matthias Friedrich Magnus Kraepelin in 1899. De familie wordt vertegenwoordigd door 44 soorten in vier geslachten. Onderstaand een lijst van de geslachten volgens Solifuges of the World.
- Geslacht Karschia
- Geslacht Eusimonia
- Geslacht Barrussus
- Geslacht Barrus

## Verspreidingsgebied
De vertegenwoordigers van de familie komen voor in delen van noordwestelijk Afrika, Azië en het Midden-Oosten.